# Šaukėnai
Šaukėnai (ryska: Шаукенай) är en ort i Litauen. Den ligger i den centrala delen av landet, 190 km nordväst om huvudstaden Vilnius. Šaukėnai ligger 110 meter över havet och antalet invånare är 721.
Terrängen runt Šaukėnai är platt. Runt Šaukėnai är det ganska glesbefolkat, med 24 invånare per kvadratkilometer. Närmaste större samhälle är Kelmė, 19,9 km söder om Šaukėnai. I omgivningarna runt Šaukėnai växer i huvudsak blandskog.